# Благовещенское муниципальное образование
Благовещенское муниципальное образование — сельское поселение в Самойловском районе Саратовской области Российской Федерации.
Административный центр — село Благовещенка.
Расстояние от центра МО до районного центра – 51 км
Расстояние от центра до ближайшей железнодорожной станции-56 км
Площадь МО – 23156 га
Реки, протекающие на территории МО – р. Таловка
Почтовый адрес администрации МО: 412383, Саратовская область, Самойловский район, с. Благовещенка, ул. Центральная,10
| Населенные пункты МО | Расстояния от населенного пункта до центра МО, (км) | Год образования населенного пункт | Кол-во дворов |
| -------------------- | --------------------------------------------------- | --------------------------------- | ------------- |
| с. Благовещенка      | 0                                                   | 1790                              | 251           |
| с. Александровка     | 3,5                                                 | 1796                              | 56            |
| д. Елизаветино       | 7,0                                                 | 1796                              | 59            |

## История
Статус и границы сельского поселения установлены Законом Саратовской области от 29 декабря 2004 года № 116-ЗСО «О муниципальных образованиях, входящих в состав Самойловского муниципального района».
Земли, на которых сейчас расположен совхоз "Ленинский", в прошлом веке принадлежали князю Васильчинкову. В 1812 году он переселил сюда своих крепостных крестьян, мещеряков из с.Трубетчино Лебедянского уезда Тамбовской губернии. (Мещеряки - этнографическая группа приволжских татар, предки которых выходили из Золотой орды). Князь расселил крестьян, создав деревни: Пашково, Александровку, Елизаветино, Авдотьино (Дуничкино), Все они были названы именами дочерей князя и подарены им. В каждой деревне был выкопан пруд.
Крестьяне правили трехдневную барщину. Живут в народе семейные предания о жестокости помещика и бесправной доле крепостных крестьян. В барской усадьбе подохла "заморская” охотничья собака, и барин приказал кормящим крестьянкам отнять своих младенцев и кормить грудью щенят. 3a непокорность секли розгами.
Землю арендовали у помещика.
В селе Пашково была построена кирпичная церковь, ее открыли в день Благовещенья, религиозного праздника. С этого дня село стало называться Благовещенка.
В «Издании статистического управления» Саратовского губернского земства 1893 года сообщалось, что село Благовещенка расположено двумя порядками по речкам Песчанке и Таловке. В селе находились волостное управление, церковь и земская школа. Уже существовала Благовещенская волость. В Благовещенке в 1885 году было 209 деревенских изб и 22 кирпичных дома (у помещика был здесь кирпичный завод). Было даже два двухэтажных дома. Воду брали из колодцев, прудов, озер, образующихся в русле речки Чапурка, которая летом пересыхала. Вода соленая и невкусная. Земли вокруг чернозёмные, кое-где солонцы.
После отмены крепостного права крестьяне получили по 4,5 десятины земли на душу, земля наделялась на мужскую душу с 19-летнего возраста.
В 1886 году по переписи в Благовещенке было 292 двора и 1760 жителей. Крестьяне имели 608 лошадей, 292 коровы, 865 овец, 93 свиньи, 77 пчелиных колод. В общей площади посевы пшеницы занимали 35 процентов, рожь и овес — по 26, просо — 7 и гречиха —6 процентов. Урожай собирали по 50 пудов с десятины.
Севооборот был трехпольный. Землю арендовали у помещиков от 7 до 15 рублей за десятину. Молотили в поле и тут же отдавали зерном арендную плату. Если не хватало зерна (в неурожайные годы), крестьянам разрешали увезти с поля только солому и мякину, a недоимку крестьянин попадал в кабалу к помещику и должен был отрабатывать долги.
А чем же кормил землепашец свою семью? Это было нищенское, полуголодное существование. Помогали огороды (они не облагались налогами), но сажали только картошку. Собирали мякину, траву, вплоть до лебеды, сушили, толкли‚ мешали с очистками картошки и пекли «хлеб» Подлинной кормилицей в семье была корова.
В 1986 году в селе было 10 стад: 2 коровьих, 4 овечьих, 2 телячьих, 1 свиное и 1 табун лошадей. Скот пасли на общественном выгоне, по 2 головы с душевого надела. Лошади паслись на арендованных лугах.
Покупной земли никто из крестьян не имел. 50 крестьян постоянно работали батраками Приговором волостного схода были утверждены расходы: волостному старшине - 150 рублей в год; писарю - 343 рубля; за возку воды - 68 рублей, ямщику - 210 рублей, за выписку «Губернских ведомостей», журналов и книг - 15 рублей, за выезжую квартиру - 60 рублей, за молебны по праздникам - 30 рублей, земскому фельдшеру - 75 рублей, дежурным при пожарном обозе - 216 рублей, двум десятским - по 20 рублей, мирскому казначею - 20 рублей, на покупку школьных принадлежностей - 15 рублей.
В земской школе училось до 80 учащихся, из них 4-5 девочек. Грамотных в селе было 6 процентов.
Мирские доходы шли от кабака (в 1855 году 1150 рублей) и от общественной лавки - 25 рублей.
На мирские доходы крестьяне не должны были платить годами по 59 копеек с души. Подушные подати и повинности платили по 7 рублей с души.
Богачам принадлежали четыре ветряных мельницы, две маслобойки, две крупорушки для проса и гречихи.
По переписи 1911 года в Благовещенке было 365 дворов и 2386 жителей.
На одно хозяйство приходилось 7,9 десятины земли. Рабочего скота 780 голов, коров - 100, жнеек - 75, молотилок - 20, веялок - 120.
B Авдотьино было 105 дворов и 685 жителей B c.Александровка (первое название Песчанки) было 130 дворов и 946 жителей. В деревне Елизаветино было 107 дворов и 842 жителя.
51 двор и 352 жителя было в деревне Преображенке, которая возникла в 1884 году из русских переселенцев из Керенского уезда Пензенской губернии. Это была самая бедная деревня волости.
По воспоминаниям старожилы С.М. Каковкина, перед революцией земли у Благовещенки принадлежали помещику П.Н. Камскому. Он жил в Балашове, a в Благовещенке был управляющий имением. Сохранился и барский дом, в нем сейчас Дом культуры.
Советская власть в Благовещенской волости была установлена в декабре 1917 года. Первым председателем сельского Совета в Благовещенке был Тенин.
В период гражданской войны Благовещенка подвергалась нападению банды Попова, которая в апреле 1921 года шла из Валанды на Самойловку.
В 1928 году Благовещенская волость вошла в состав Самойловского района.
В 1929 году здесь было создано два колхоза «Ильич» и «Свобода». Председателем колхоза «Ильич» был Иван Бирюков, колхоза «Свобода» - Строчков. B 1954 году эти колхозы объединили в колхоз им. В.И. Ленина.
1 апреля 1957 года создан зерносовхоз «Ленинский». В него вошли колхозы: им. В.И. Ленина села Благовещенки, им. Маленкова села Александровки и села Авдотьино, «Победа» села Голицыно, Хрущёвка (названо в честь помещика Хрущева), села Елизаветино и Михайловка, «Красный Октябрь» села Преображенки, Кириков, села Каменки. Первым директором совхоза был Андриан Алексеевич Попов. Впоследствии село Голицыно отошло в совхоз «Майский», а Каменка — в совхоз «Терса».
На территории нынешнего совхоза «Ленинский» осталось всего три села — Благовещенка — 349 хозяйств и 840 жителей; с.Александровка — 90 хозяйств и 235 жителей; с.Елизаветино - 82 хозяйства и 198 жителей. Исчезли малые села, a ведь в каждом шла своя жизнь, были крепки крестьянские хозяйства, поля, фермы. Жители Михайловки всего-то и просили: построить школу и мост через овраг. И сейчас с любовью говорят они о своем маленьком селе. Были и совсем маленькие деревушки: Павловка в 15 дворов (накануне революции), Николаевка в 14 дворов, Воронженка в 17 дворов. О них уже и памяти не осталось. Укрупнение сел и ликвидация малых деревень нанесли немалый урон сельскому хозяйству.
Во время Великой Отечественной войны из сел Благовещенского сельского Совета ушли на фронт 420 человек, 285 из них погибли. Числятся погибшими и пропавшими без вести по с.Благовещенке - 80 человек, Александровке и Авдотьино - 70 человек, Елизаветино и Михайловке - 42 человека, Преображенке - 53 человека.
Живут на Благовещенской земле сельские труженики, отдавая свои силы и умение родным нивам, за славные трудовые Дела награждены орденом Трудового Красного Знамени Л.Ф. Мигунова - главный зоотехник совхоза «Ленинский», В.В. Щепин, Л.С. Лапшин - шоферы, механизаторы - А.А. Высочкин и А.А. Фролов, Л.И. Шаповалов. Орденом Октябрьской Революции награждена доярка Е.А. Мельникова, орденом Трудовой Славы III степени — шофер В.Ф. Васильев.
В историю комсомола Самойловского района записаны имена Александра Высочкина и Николая Алышева награжденного орденом «Знак Почета».
Комсомольская организация совхоза «Ленинский» в 70-х годах была в числе передовых в районе. Три раза награждалась вымпелом ЦК ВЛКСМ. С 1972 no 1977 годы держала переходящее Красное Знамя РК ВЛКСМ. Секретарем совхозной комсомольской организации был в те годы А.А. Стрельцов.
Растерял свою трудовую славу совхоз. Хлеборобов обвиняют В плохой работе с землей, скудеет совхозная нива. Собрали в нынешнем году 13410 центнеров зерна, но это намного меньше плана, урожайность составила всего 12,7 центнеров с гектара. Но есть ведь настоящие хлеборобы в совхозе, такие , как звено механизаторов И.П. Никитина. Должна почувствовать земля любовь и настоящую заботу.
Жизнь в совхозе улучшается с каждым годом, совхоз владеет 21487 гектарами сельхозугодий. Поголовье КРС составляет здесь сейчас 4043 головы, в совхозном автотракторном парке 86 тракторов, 47 комбайнов, 50 автомашин. В с.Благовещенке, кроме всего - 72 личных автомобиля.
C1951 года в Благовещенке средняя школа. В 1959 году была открыта больница 11a 10 коек. В 1977 году построена новая на 25 коек.
В 1963 году в селе построен водопровод, в 1968 году жители получили привозной газ, в 1980 году до Благовещенки через Елизаветино проложена асфальтированная дорога.
На центральной усадьбе совхоза построено новое здание почтового отделения, гостиница, столовая, детский сад, дома для рабочих совхоза.

## Национальный состав
Русские-861     Азербайджане -31  Татары-5     Украинцы-4    Армяне -4      Молдаване - 2      Чечены-2     Грузины -1

## Население
| 2010 | 2011  | 2012 | 2013 | 2014 | 2015 | 2016 |
| ---- | ----- | ---- | ---- | ---- | ---- | ---- |
| 1005 | ↘1000 | ↘960 | ↘936 | ↘923 | ↘899 | ↘889 |
| 2017 | 2018  | 2019 | 2020 | 2021 |      |      |
| ↘871 | ↘854  | ↘826 | ↘799 | ↘753 |      |      |

- трудоспособного возраста (с 14 лет) – 463
     из них: зарегистрировано безработных – 2
                   фактически не работают – 27
  - пенсионеров по возрасту – 285 чел.
  - дети до 14 лет – 103чел.
  - молодежь (от 14 до 30 лет) –   134- учащиеся – 41
  - ветераны ВОВ – 2
  - участники тыла ВОВ – 8
  - состоит в центре социального обслуживания населения – 24
  - жители вновь прибывшие в МО за 2018год – 3 чел.
  - убывшие – 19 чел.

## Земельные ресурсы
| Общая площадь территории МО (га) | Муниципа льные земли (га) | Сельскохозяй ственных угодий, всего (га) | В т.ч. пашня (га) | Сенокосы и пастбища, (га) | Многолет ние насаждения, (га) | Орошае мые земли, (га) | Прочие земли |
| 23150                            | 147                       | 17000                                    | 14000             | 3000                      | -                             | -                      | -            |

## Сельскохозяйственное производство
| Название с/х предприятий     | Площадь с/х угодий, (га) | В т.ч. пашня, (га) | Численность работающих, чел. | Средняя заработная плата (руб) |
| ИП глава КФХ Семикин В.А.    | 11798                    | 9854               | 102                          | 9700                           |
| И.П. глава КФХ Мигунов Е.В.  | 1439                     | 1241               | 3                            | 9489                           |
| И.П. глава КФХ Высочкин А.М. | 928                      | 811                | 15                           | 15000                          |
| СПК «Преображенское»         | 672                      | 672                |                              | 9489                           |
| КФХ Фисенко А.В.             | 474                      | 474                | 11                           | 11500                          |
| КФХ Фисенко С.В.             | 463                      | 409                | 3                            | 11500                          |
| ИП Кудрявцев А.В.            | 1043                     | 854                |                              | 15000                          |
| ИП глава КФХ Кудрявцев С.В.  | 375                      | 308                |                              | 15000                          |
| ИП глава КФХ Кудрявцев Н.А.  | 56                       | 42                 |                              | 9489                           |
| ООО «Агроцентр» «Весна»      | 501                      | 501                |                              | 9489                           |
| ИП глава КФХ Седова К.А.     | 129                      | 129                |                              | 9489                           |

## Поголовье скота в частном секторе на 01.01.2018 г.
| КРС | Коровы | Свинопоголовье | Овцы, козы | Птица | Кролики |
| 600 | 220    | 650            | 583        | 6298  | 450     |

## Наличие прудов и водоемов
| Пруд/водоем (количество) | Балансодержатель | Использование |
| 11                       | нет              | да            |

## Состав сельского поселения
| № | Населённый пункт | Тип населённого пункта       | Население |
| - | ---------------- | ---------------------------- | --------- |
| 1 | Александровка    | село                         | ↘149      |
| 2 | Благовещенка     | село, административный центр | ↘663      |
| 3 | Елизаветино      | деревня                      | ↘193      |